# Anachrostis ochracea
Anachrostis ochracea là một loài bướm đêm trong họ Noctuidae.